# Kalînivka, Snihurivka
Kalînivka (în ucraineană Калинівка; în trecut, Kuibîșeve în ucraineană Куйбишеве) este localitatea de reședință a comunei cu același nume din raionul Snihurivka, regiunea Mîkolaiiv, Ucraina.

## Demografie
Componența lingvistică a localității Kalînivka
     Ucraineană (97,04%)
     Rusă (2,96%)
Conform recensământului din 2001, majoritatea populației localității Kalînivka era vorbitoare de ucraineană (97,04%), existând în minoritate și vorbitori de rusă (2,96%).